# Dalmatovo
Dalmatovo (rusky Далматово) je město v Kurganské oblasti v Ruské federaci. Při sčítání lidu v roce 2010 mělo bezmála čtrnáct tisíc obyvatel.

## Poloha a doprava
Dalmatovo leží východně od Uralu na západě Západosibiřské roviny na levém, severním břehu Isetě, přítoku Tobolu v povodí Obu, jen několik kilometrů nad ústím Teči do Isetě.
Od Kurganu, správního střediska oblasti, je Dalmatovo vzdáleno přibližně 190 kilometrů severozápadně.
Od roku 1933 prochází přes Dalmatovo železniční trať z Jekatěrinburgu do Kurganu.

## Dějiny
Dalmatovo vzniklo v roce 1651 při v roce 1644 založeném mužském klášteře. Počátkem 18. století se jednalo o jedno z významných zauralských středisek ruské pravoslavné církve.  V této době sem byli také do vyhnanství posíláni starověrci.
V roce 1781 získalo Dalmatovo, tehdy pod jménem Dalmatov, status města, který ale už v roce 1797 ztratilo.
V roce 1913 byla přes město vybudována železnice z Bogdanoviče přes Kamensk-Uralskij do Šadrinsku. Ta byla v roce 1933 dostavěna na trať z Jekatěrinburgu do Kurganu.
Od roku 1947 je Dalmatovo městem.